# Jacquemontia lorentzii
Jacquemontia lorentzii là một loài thực vật có hoa trong họ Bìm bìm. Loài này được A. Peter mô tả khoa học đầu tiên năm 1960.